# Maniho
Maniho is een spinnengeslacht uit de familie Desidae. De soorten komen voor in Nieuw-Zeeland.

## Soorten
- Maniho australis Forster & Wilton, 1973
- Maniho cantuarius Forster & Wilton, 1973
- Maniho centralis Forster & Wilton, 1973
- Maniho insulanus Forster & Wilton, 1973
- Maniho meridionalis Forster & Wilton, 1973
- Maniho ngaitahu Forster & Wilton, 1973
- Maniho otagoensis Forster & Wilton, 1973
- Maniho pumilio Forster & Wilton, 1973
- Maniho tigris Marples, 1959
- Maniho vulgaris Forster & Wilton, 1973